# Ludvig Forbech

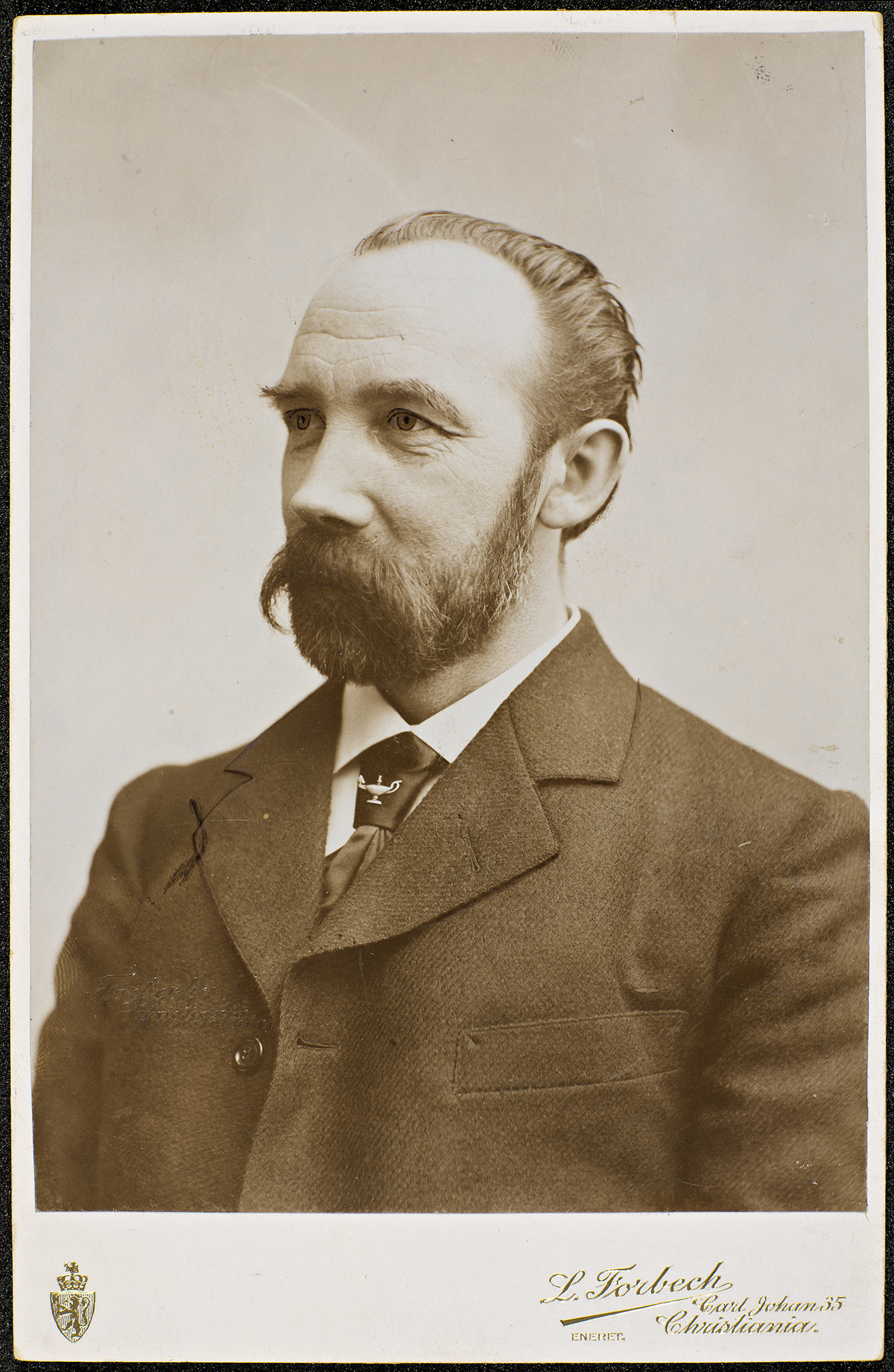
Moltke Moe, kabinetní portrét

Ludvig Forbech (2. března 1865 – 29. dubna 1942) byl norský fotograf, který vlastnil studia v Drammenu a Christianii.

## Životopis
Specializoval se na portréty. Od roku 1891 do roku 1898 žil ve Finsku, kde vedl fotografický podnik. Když se vrátil do Norska v roce 1898, převzal obchod na adrese Karl Johans gate 35 od fotografa Christiana Gihbssona. Fotografoval celou řadu významných osobností své doby, například pořídil první krále Haakona v roce 1905.
Fotografie autora lze nalézt ve sbírkách národní Knihovny norska, Oslo museum, obrazový archiv Østfold fylkes a fotografická sbírka Vevelstad historielags.

## Galerie

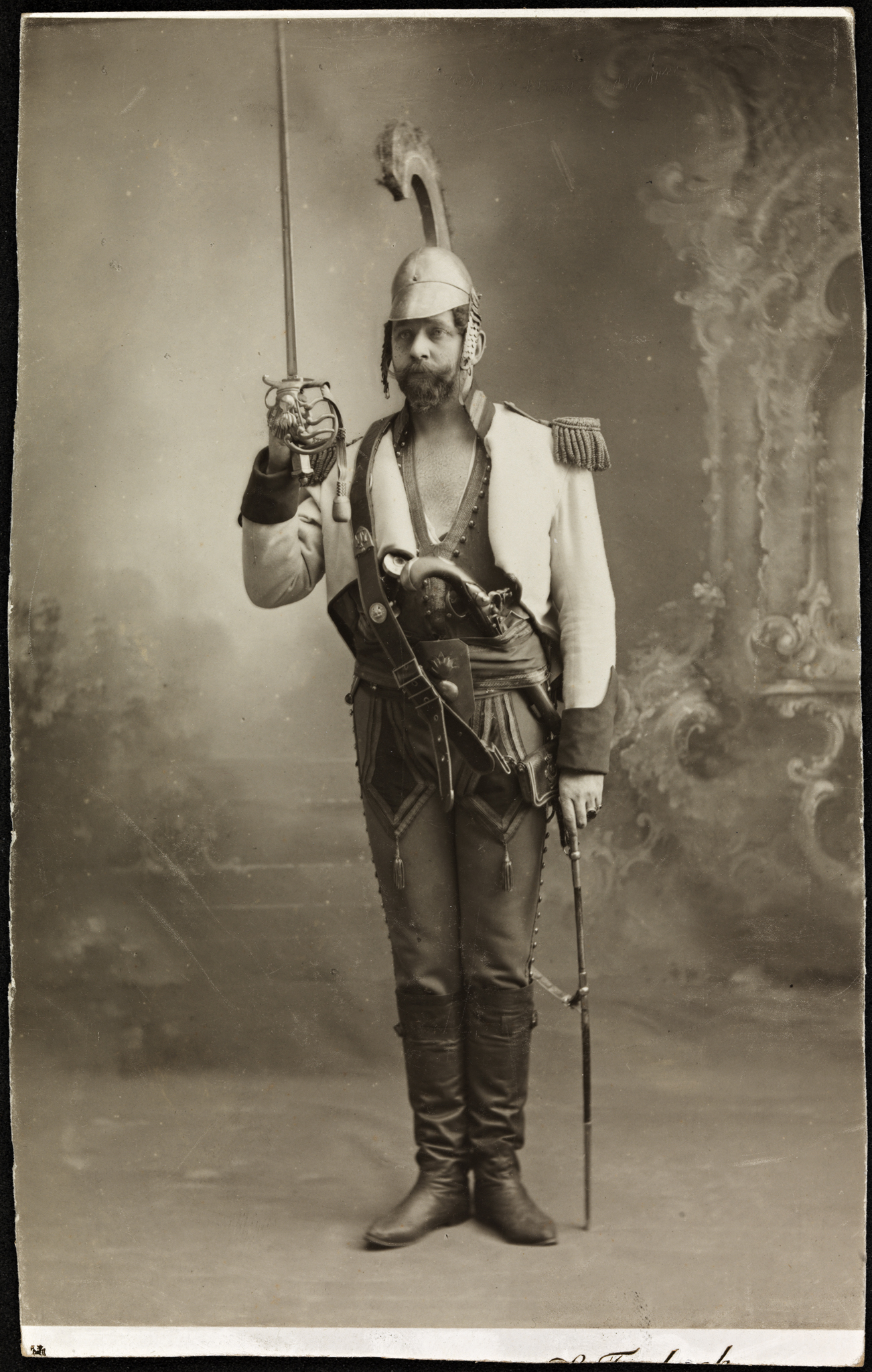
Ludvig Bergh
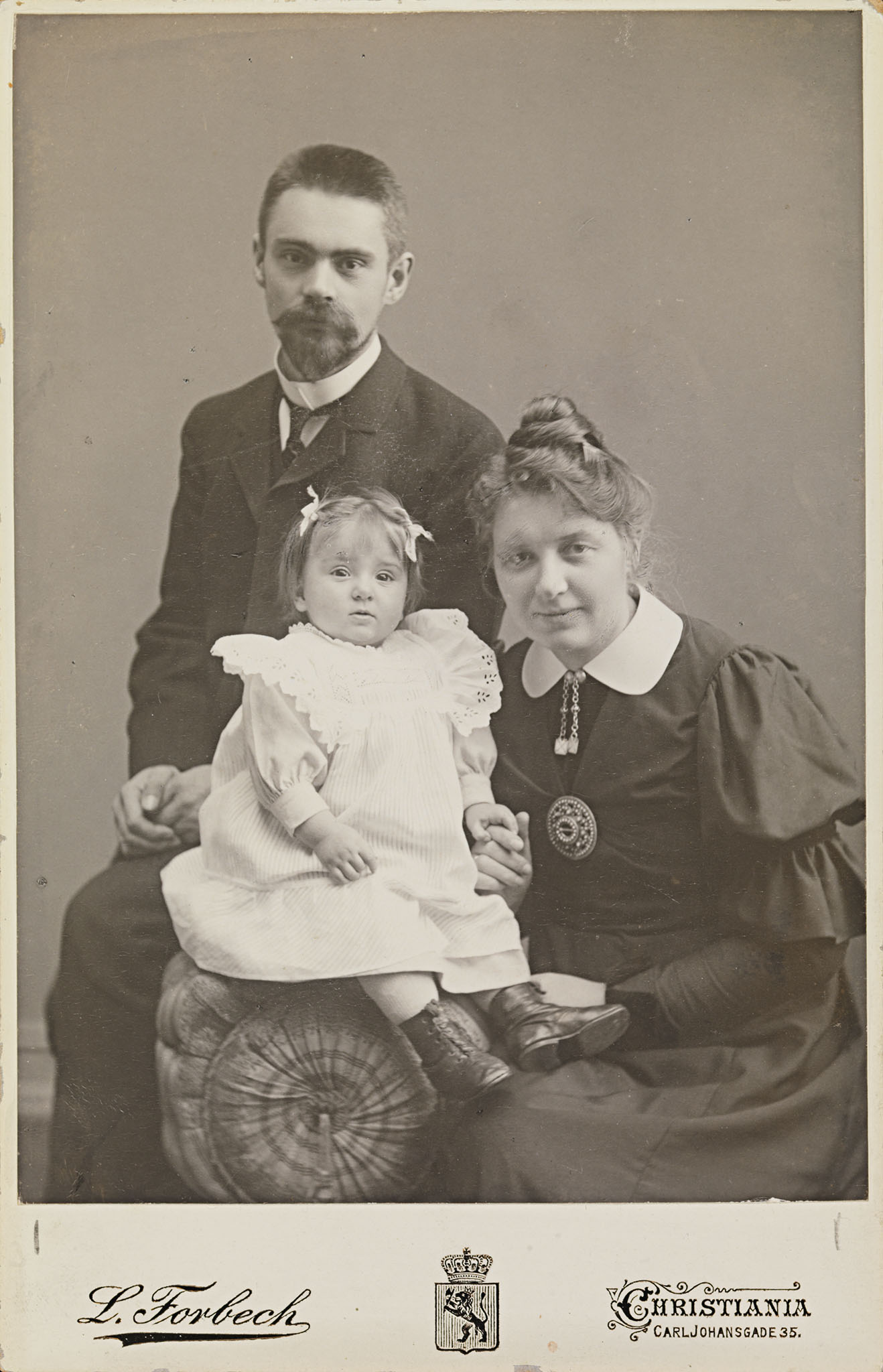
Karen Grude a Halvdan Koht, Åse, 1907
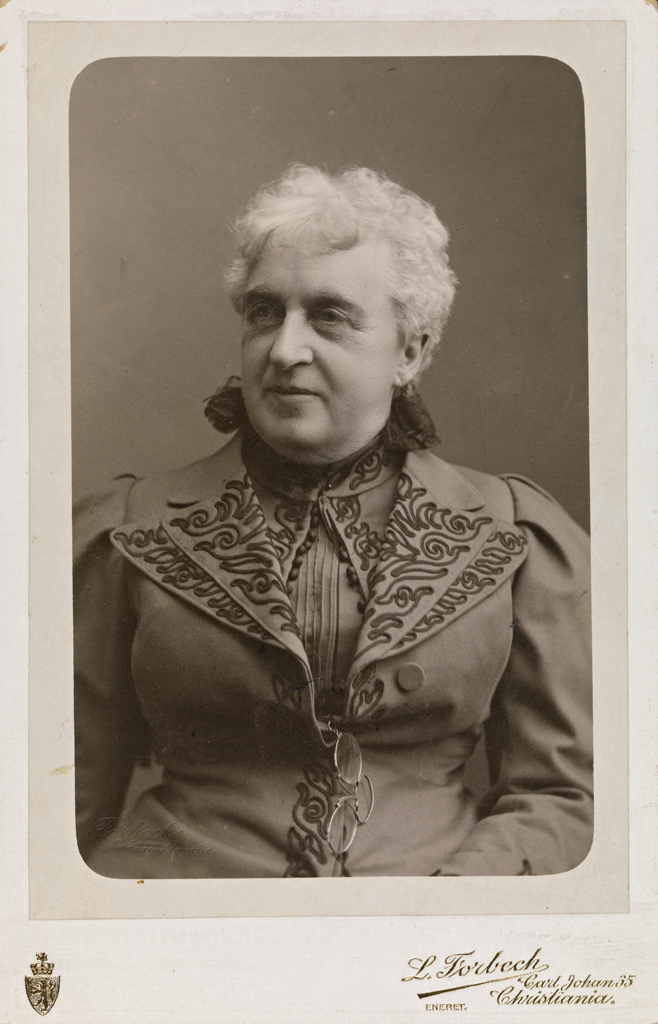
Karoline Bjørnson (1835–1934)
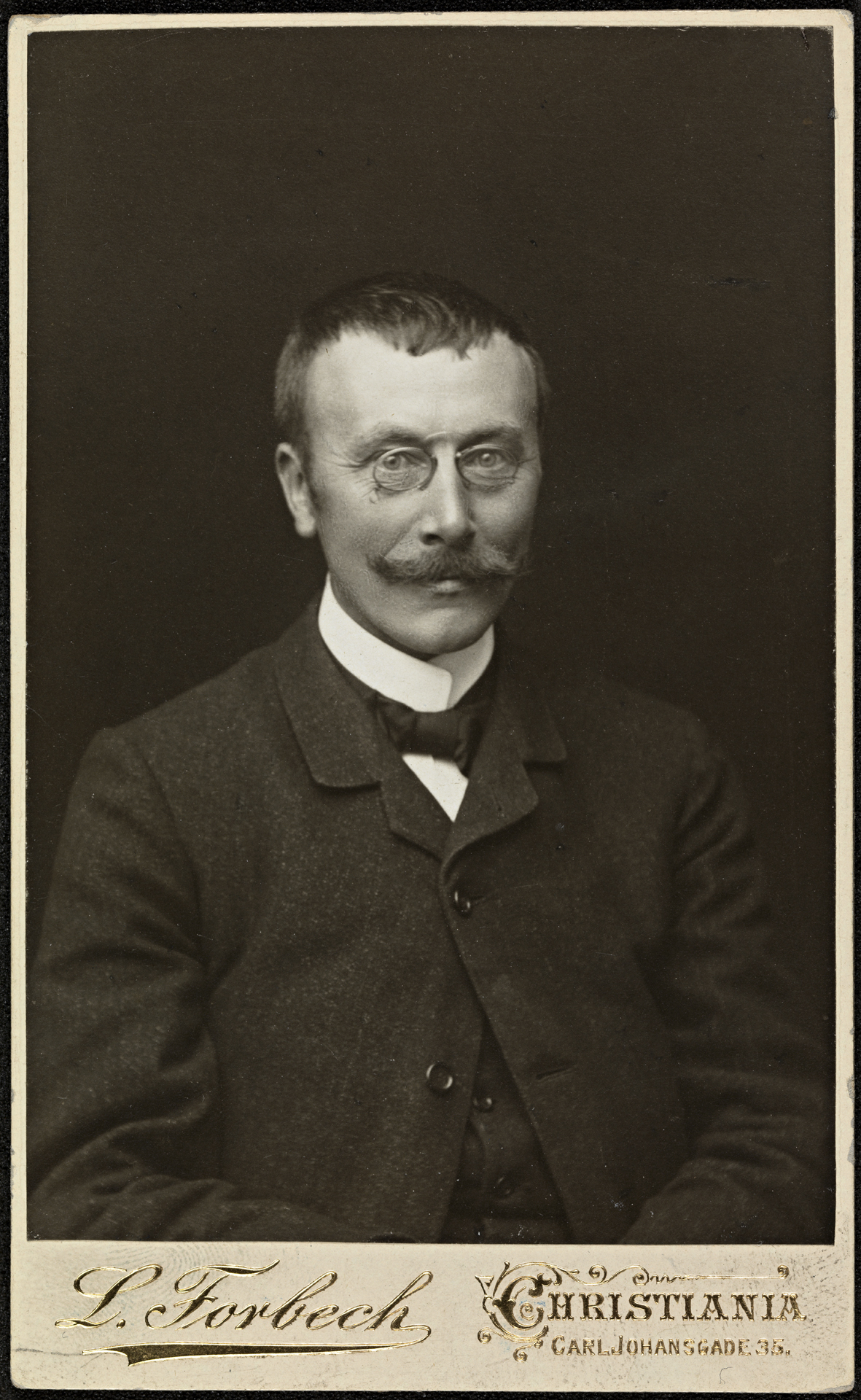
Hans Aanrud
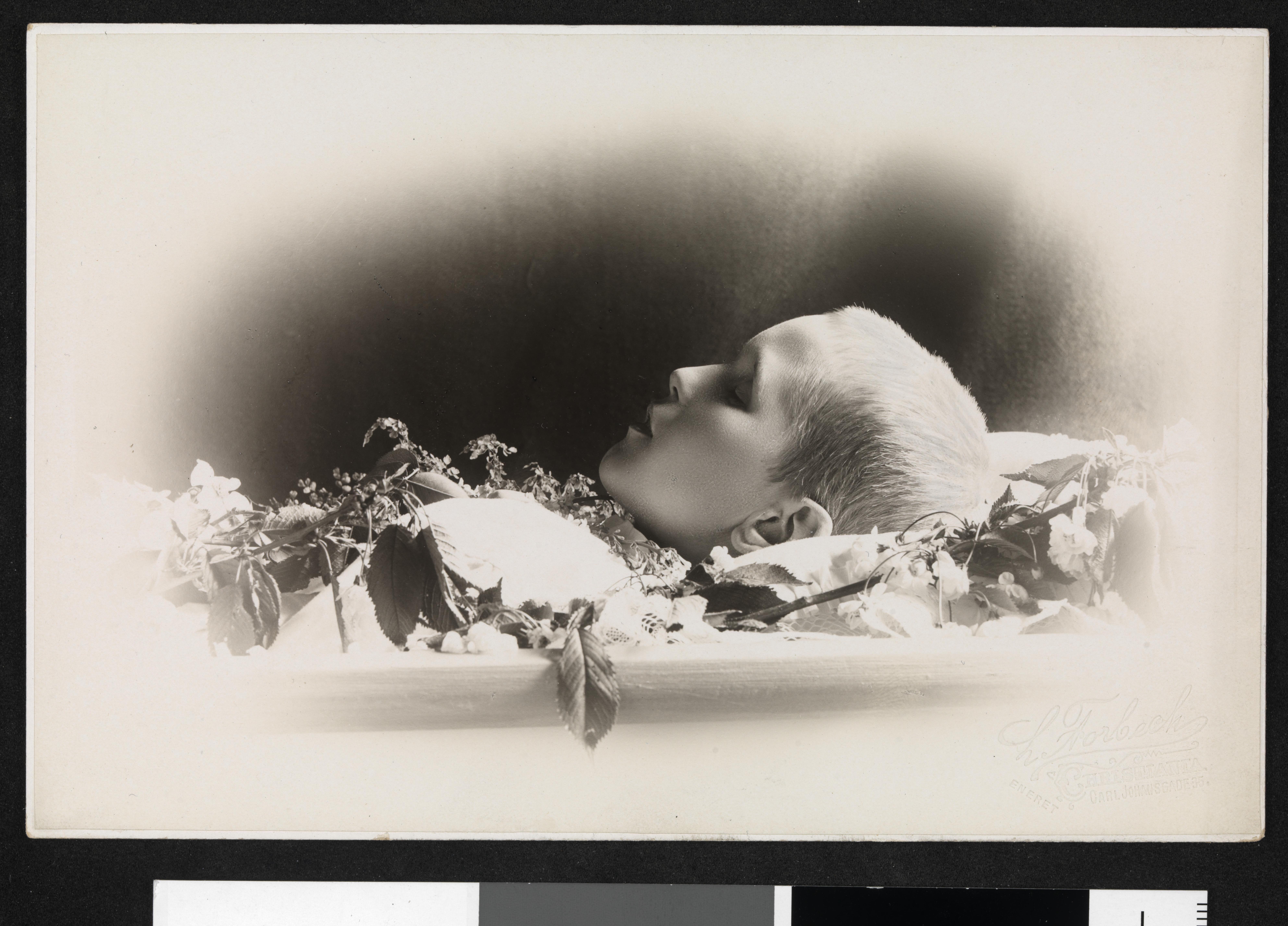
Hans Rasmus Heinrich Brøgger, 1901
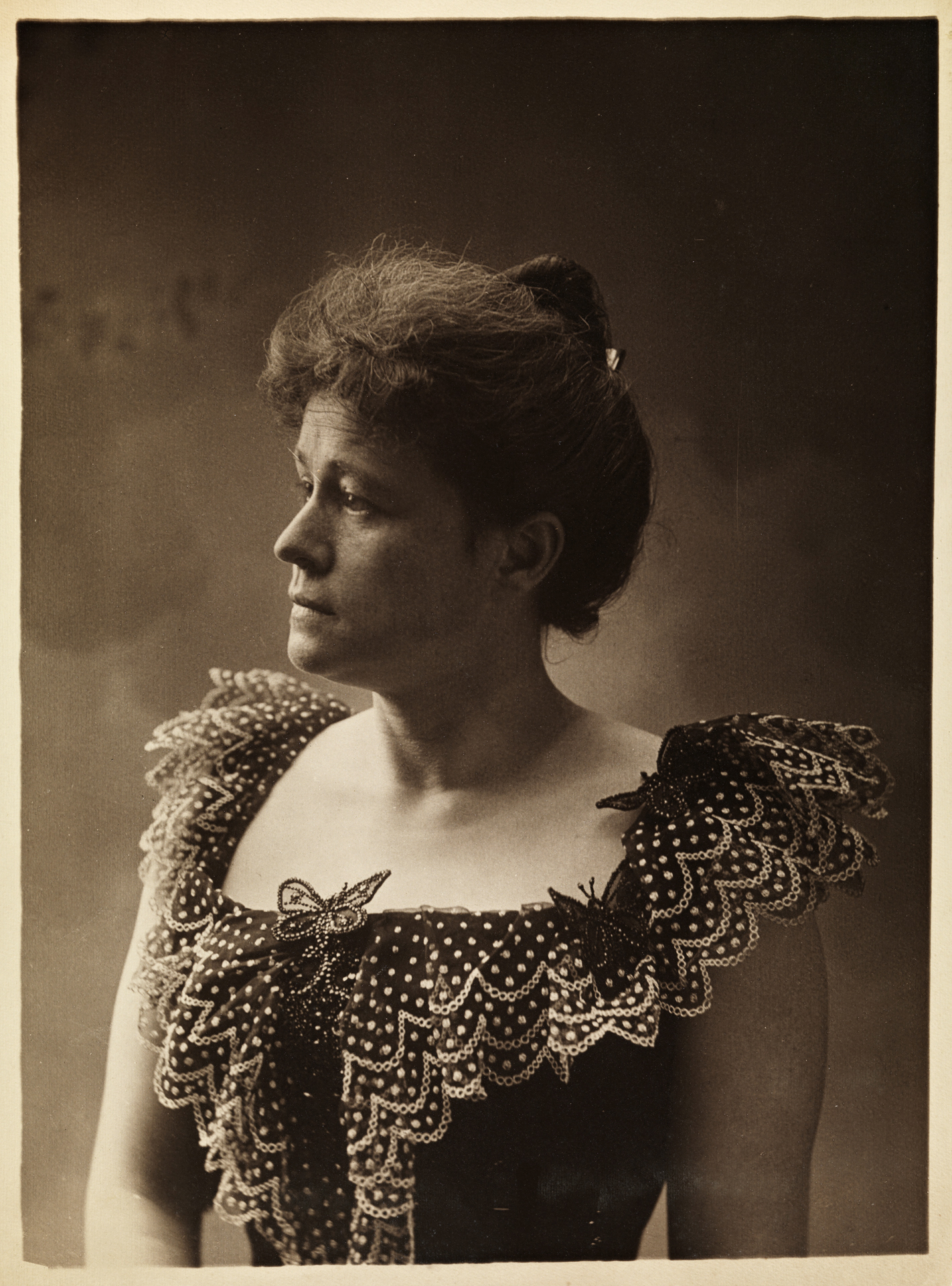
Eva Nansenová
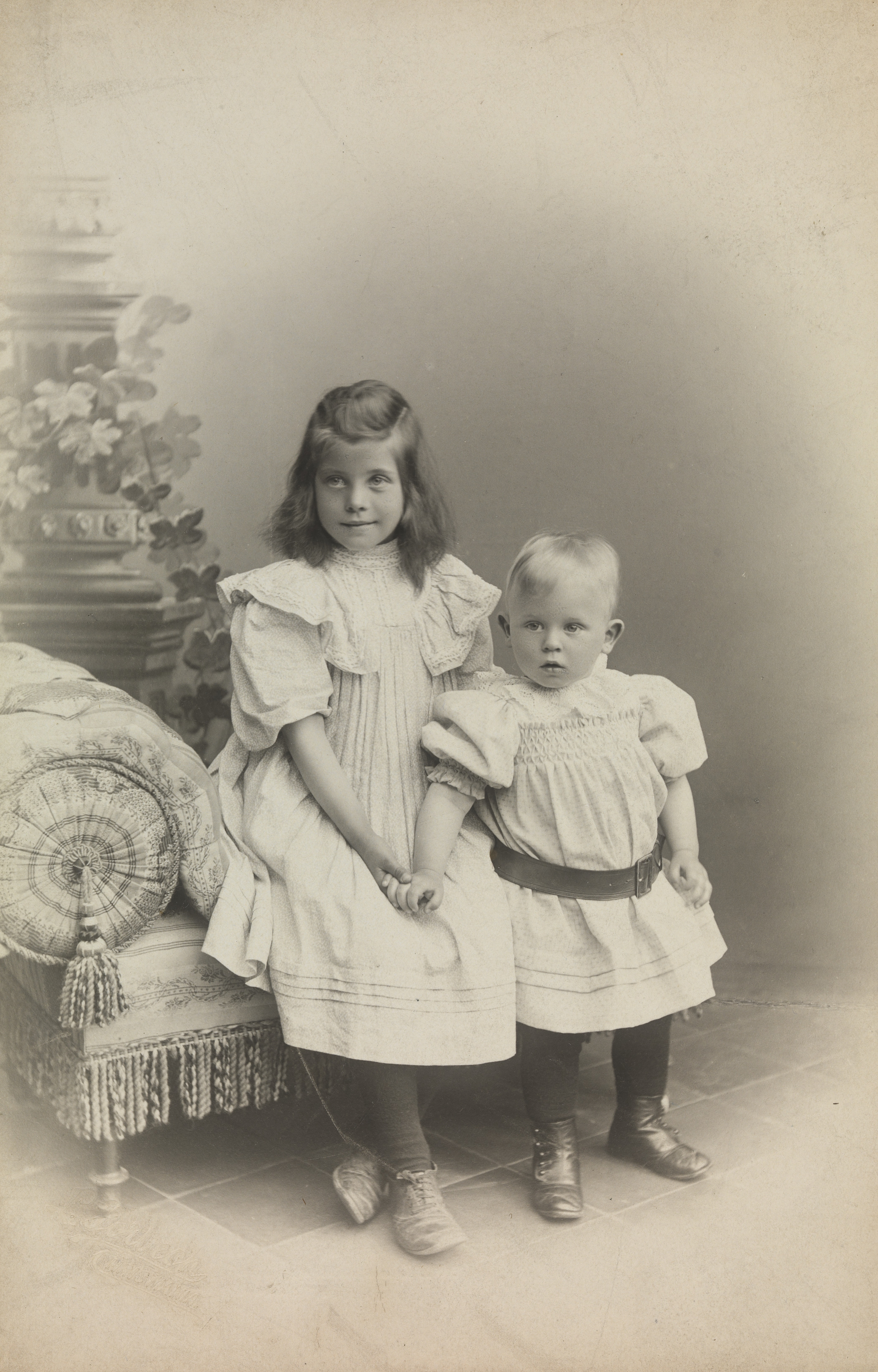
Liv Nansen Høyer a její bratr Kåre, děti polárníka Fridtjofa Nansena
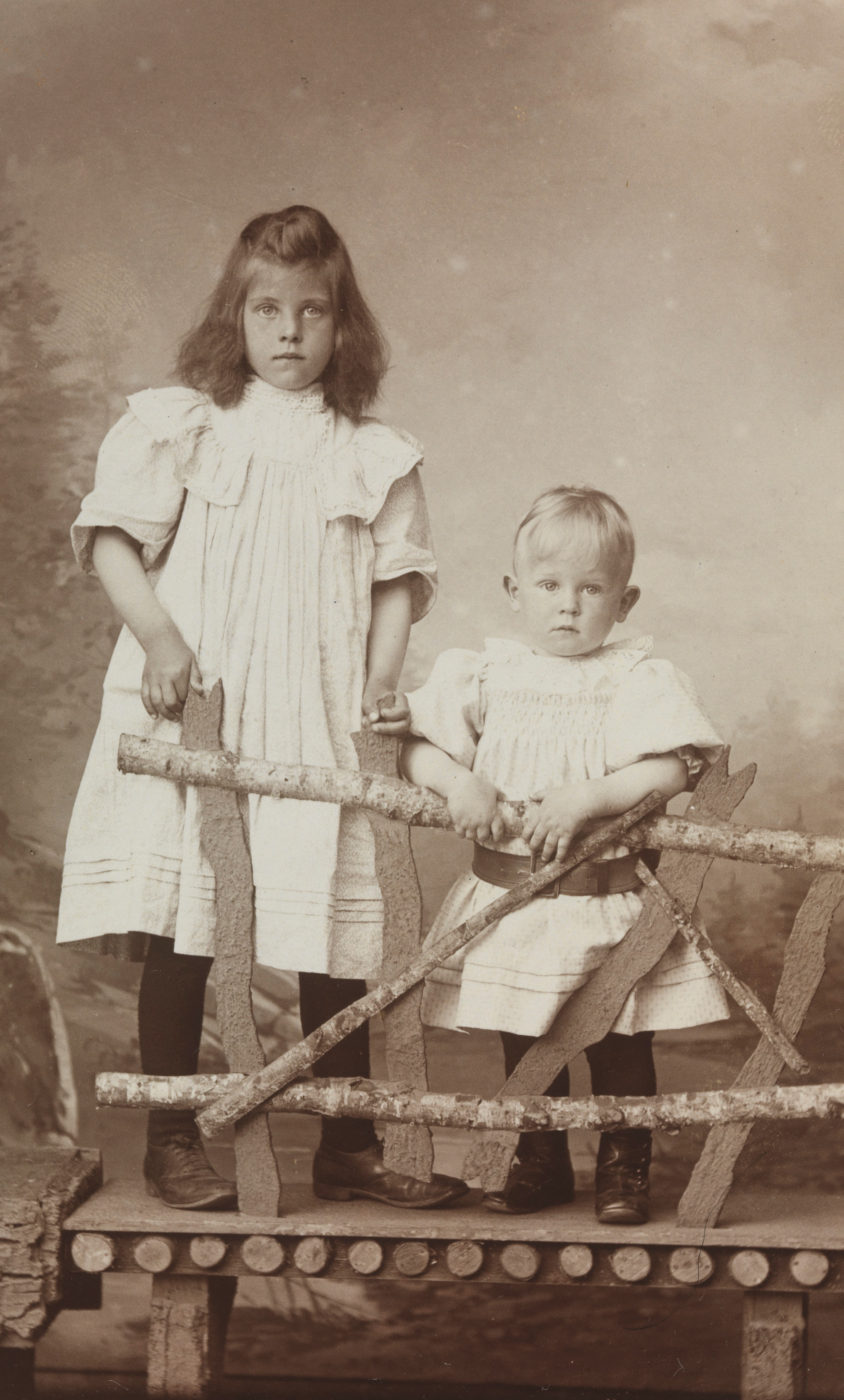
Liv Nansen Høyer a její bratr Kåre, děti polárníka Fridtjofa Nansena
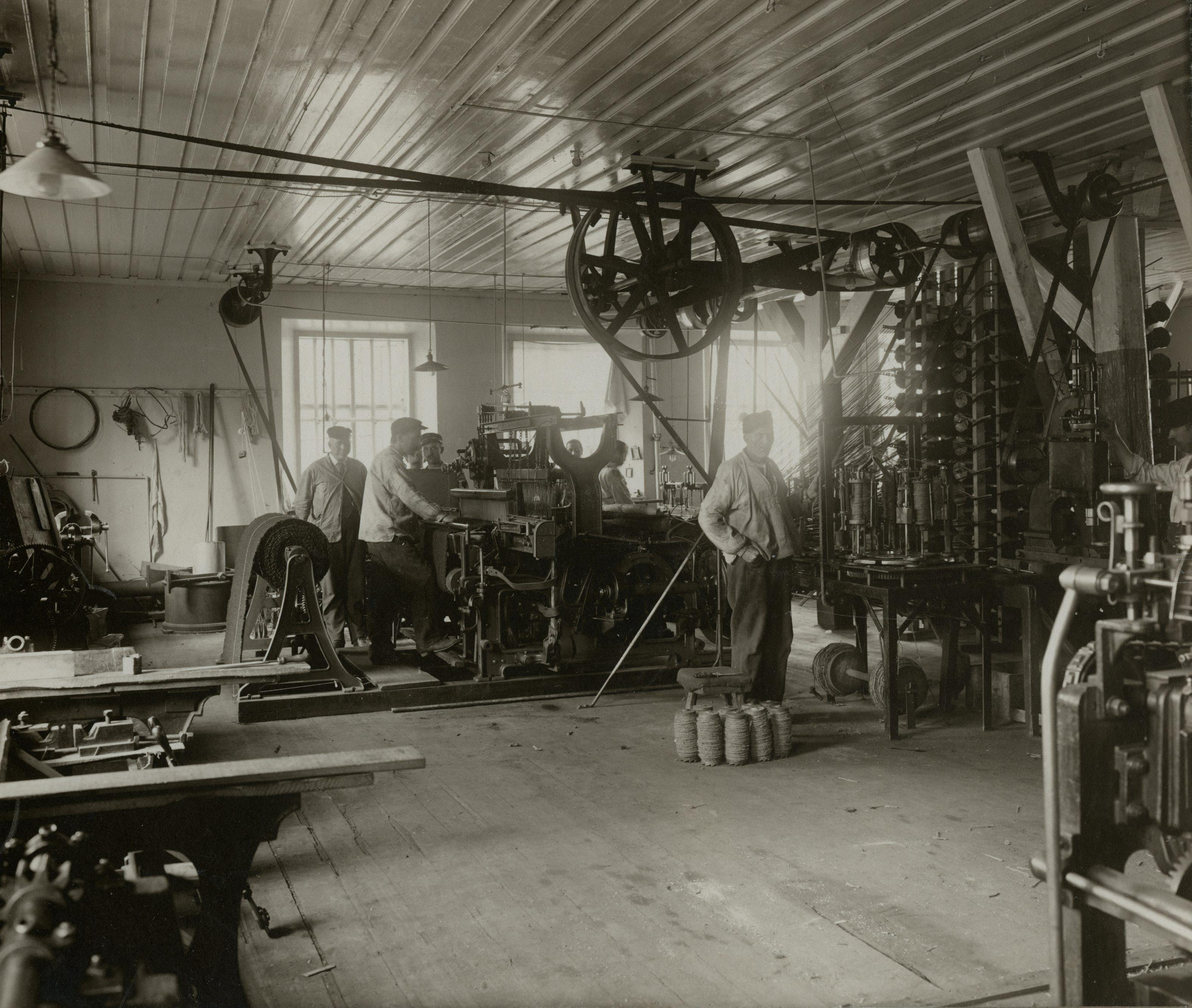
Kristiania
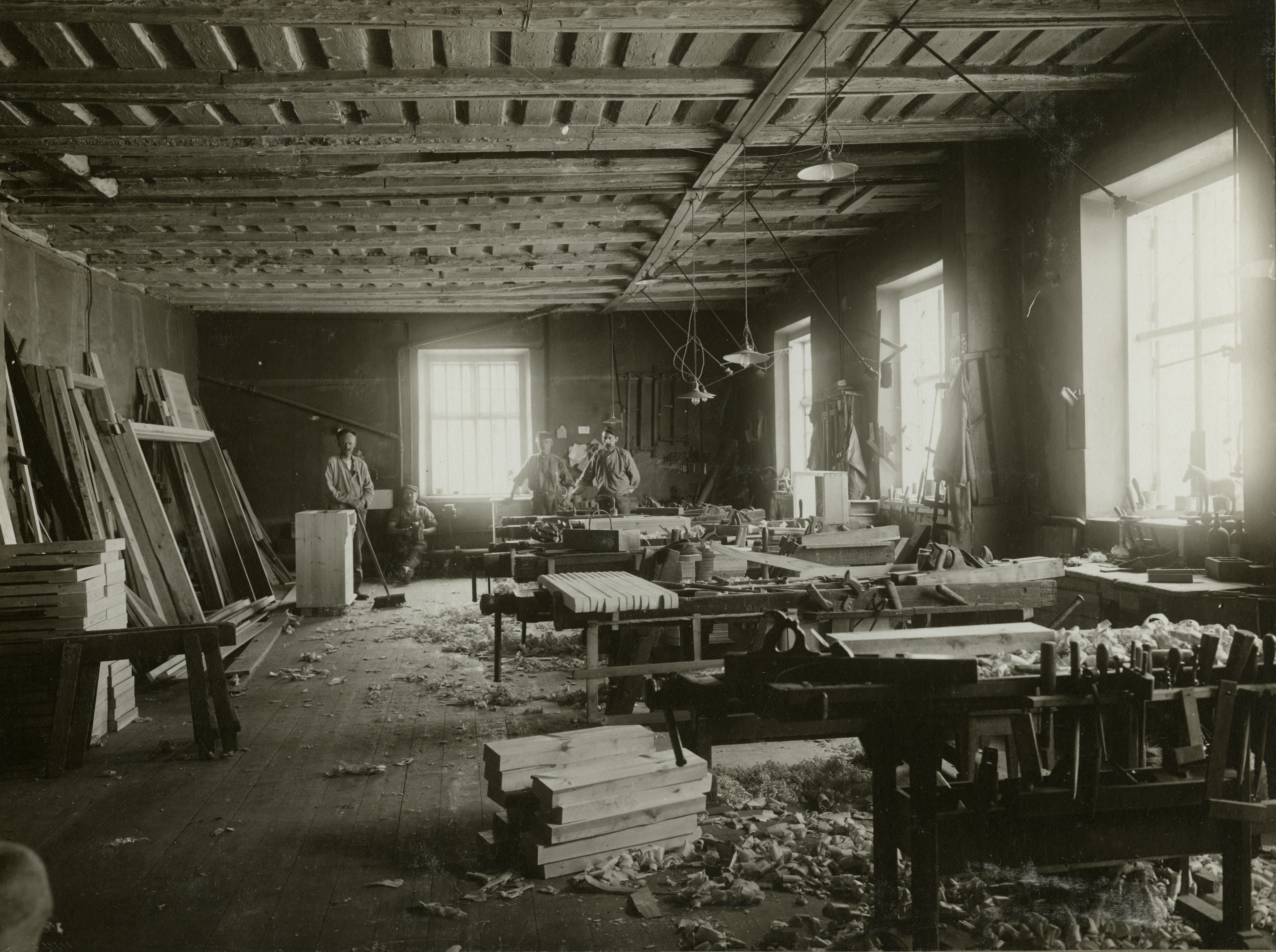
Kristiania
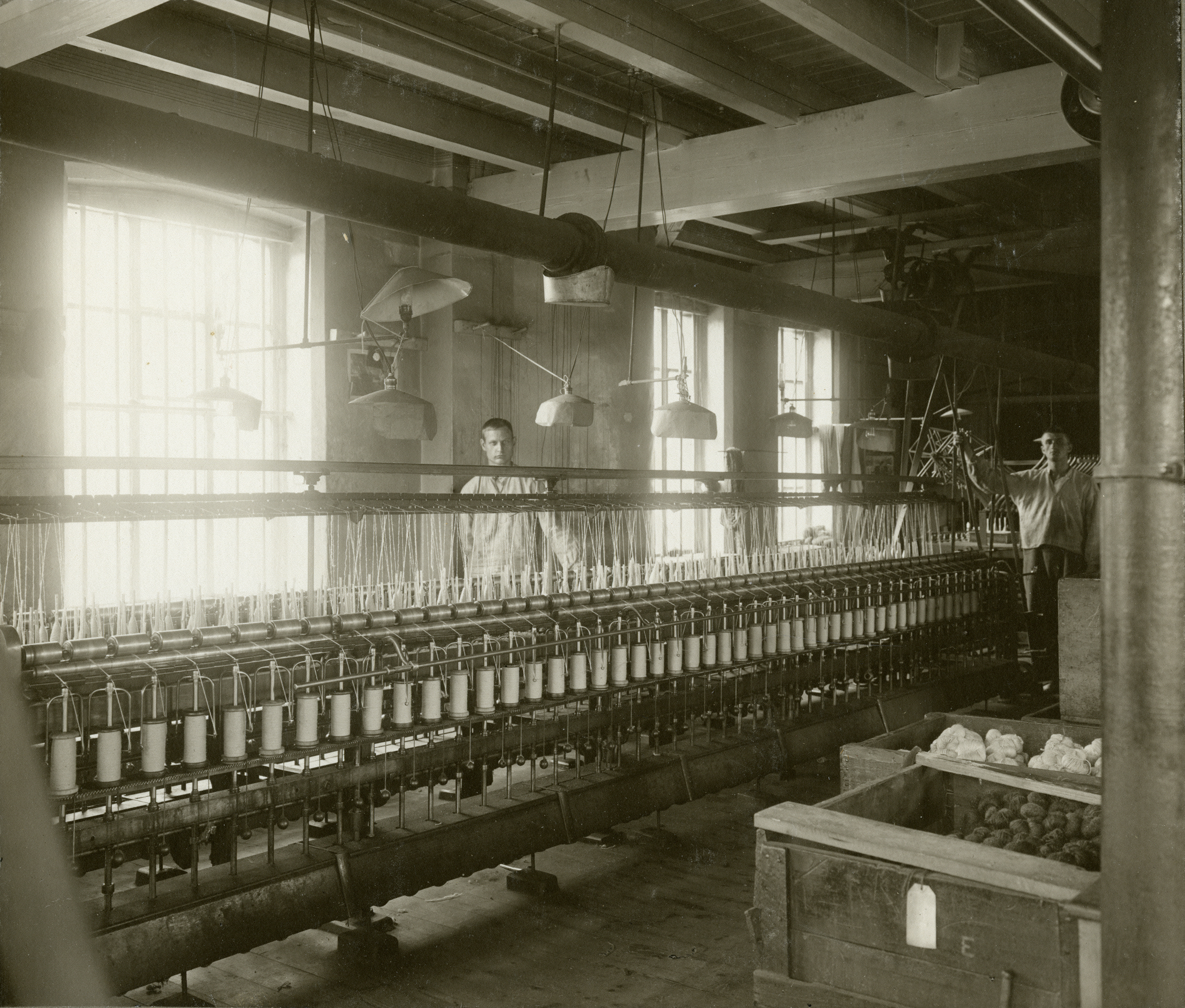
Kristiania